# Råttjärnasjön
Råttjärnasjön är en sjö i Ovanåkers kommun i Hälsingland och ingår i Ljusnans huvudavrinningsområde. Sjön har en area på 1,09 kvadratkilometer och ligger 229 meter över havet. Sjön avvattnas av vattendraget Älmån.

## Delavrinningsområde
Råttjärnasjön ingår i det delavrinningsområde (681208-148573) som SMHI kallar för Utloppet av Råttjärnasjön. Medelhöjden är 248 meter över havet och ytan är 8,24 kvadratkilometer. Det finns inga avrinningsområden uppströms utan avrinningsområdet är högsta punkten. Älmån som avvattnar avrinningsområdet har biflödesordning 3, vilket innebär att vattnet flödar genom totalt 3 vattendrag innan det når havet efter 114 kilometer. Avrinningsområdet består mestadels av skog (77 procent). Avrinningsområdet har 1,1 kvadratkilometer vattenytor vilket ger det en sjöprocent på 13,3 procent.